# Nervosa
Nervosa is een Braziliaanse thrashmetalband die in 2010 werd opgericht in São Paulo. De band heeft verschillende line-up-wisselingen gehad en twee oud-leden van de band hebben ondertussen de deathmetalband Crypta opgericht. Prika Amaral is het enige stichtende bandlid dat nog deel uitmaakt van de band. Nervosa is een van de weinige metalbands die volledig uit vrouwen bestaat.

## Bandleden

### Huidige bandleden
- Prika Amaral – gitaar, achtergrondzang (2010–heden), zang (2010–2011, 2023–heden)
- Helena Kotina – gitaar (2021–heden)
- Hel Pyre – basgitaar (2023–heden)
- Michaela Naydenova – drums (2023–heden)

### Voormalige bandleden
- Fernanda Terra – drums (2010–2012)
- Karen Ramos – gitaar (2010–2011)
- Fernanda Lira – basgitaar, zang (2011–2020)
- Jully Lee – drums (2012)
- Pitchu Ferraz – drums (2013–2016)
- Luana Dametto  – drums (2016–2020)
- Eleni Nota – drums (2020–2022)
- Diva Satánica – zang (2020–2022)
- Mia Wallace – basgitaar (2020–2023)
- Nanu Villalba – drums (2022)

## Discografie[2]
- Victim of Yourself (2014)
- Agony  (2016)
- Downfall of Mankind (2018)
- Perpetual Chaos (2021)
- Jailbreak (2023)

- Gemeinsame Normdatei: 1201616522
- International Standard Name Identifier: 0000 0004 7029 4761
- MusicBrainz: ea01b409-1ffc-4cd2-94a6-50c9a8a08a26
- Virtual International Authority File: 3657157704207644440007